# Nucula mariae
Nucula mariae is een tweekleppigensoort uit de familie van de Nuculidae. De wetenschappelijke naam van de soort is voor het eerst geldig gepubliceerd in 2005 door Nolf.